# Bureau-Barrière-Thomas-Syndrom
Das Bureau-Barrière-Thomas-Syndrom, auch Bureau-Barrière-II-Syndrom oder nur Bureau-Syndrom, lat.: Keratodermia palmo-plantaris diffusa Bureau-Barrière-Thomas ist eine sehr seltene angeborene vermehrte Hornhautbildung der Fußsohlen und Handflächen mit Kolbenform der Finger und Zehen.
Die Bezeichnung bezieht sich auf die Autoren, die französischen Hautärzte Henri Barrière  und Yves Bureau (1900–1993).
Das Syndrom ist nicht zu verwechseln mit dem Bureau-Barrière-Syndrom.

## Verbreitung
Die Vererbung erfolgt autosomal-rezessiv.

## Klinische Erscheinungen
Die Veränderungen sind bereits bei oder kurz nach der Geburt auffallend. Die Haut ist symmetrisch und generell betroffen, ferner liegt ein vermehrtes Schwitzen (Hyperhidrose) vor.